# Sigismund von Neukomm
Sigismund von Neukomm, född den 10 juli 1778 i Salzburg, död den 3 april 1858 i Paris, var en österrikisk musiker.
von Neukomm var elev först till Michael Haydn, sedan till dennes ryktbare broder Joseph Haydn i Wien, reste 1806 över Stockholm, där han 1807 blev ledamot av Kungliga Musikaliska Akademien, till Sankt Petersburg och Moskva. Därifrån begav han sig till Paris, blev pianist hos Talleyrand och åtföljde denne till kongressen i Wien 1814. 
von Neukomm komponerade där ett rekviem över Ludvig XVI, vilket förskaffade honom adelskap. 1816 blev han kapellmästare i Rio de Janeiro, men återvände till Europa efter revolutionen 1821 och tillbragte sitt återstående liv dels på resor, dels omväxlande i London och Paris. 
von Neukomm var en ofantligt flitig tonsättare; hans arbeten uppgår till över 1 000, mest kyrkliga verk. Under sin livstid uppskattades han lika högt av publiken som erkända mästare som Beethoven och Mendelssohn. Eftervärlden har dock inte varit lika positiv i sina omdömen. Intresset för honom har dock ökat den senaste tiden.[källa behövs]